# Parc animalier
Ne doit pas être confondu avec Parc zoologique.

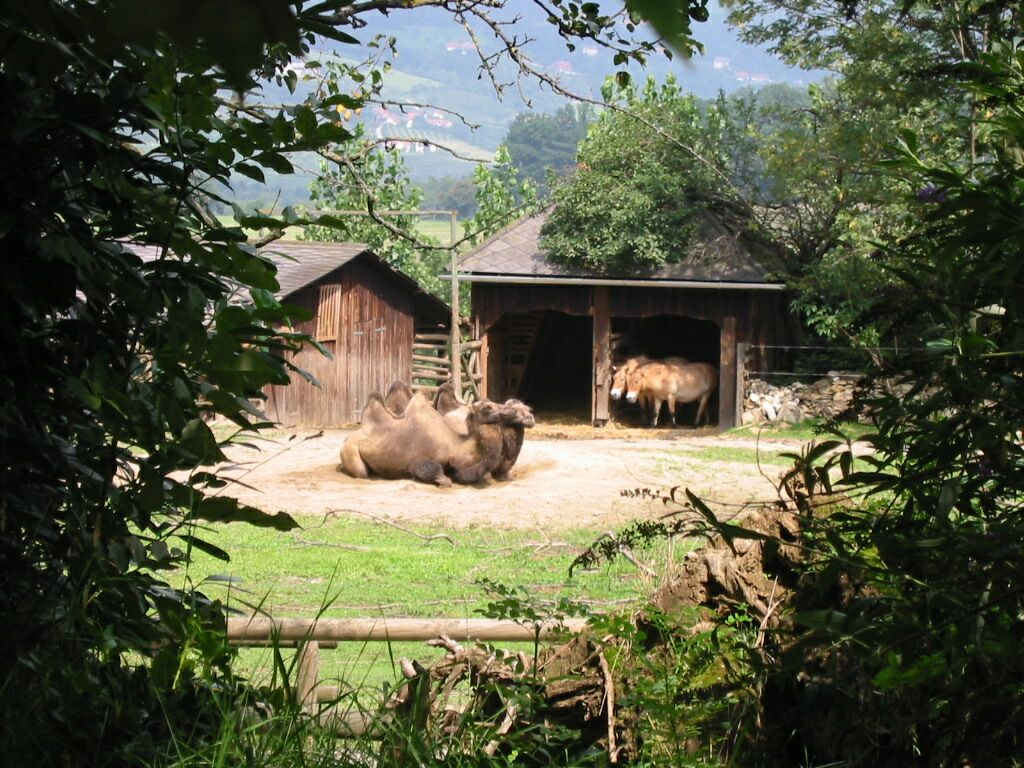
Chameaux et chevaux de Przewalski au Parc animalier du Château d'Herberstein en Autriche.

Un parc animalier est un établissement (ou espace) zoologique ouvert au public, présentant et élevant des animaux sauvages et/ou domestiques.
Le terme « parc animalier » élargit la notion classique de zoo à des parcs ou à des sites qui ne peuvent pas être qualifiés de jardin zoologique, comme les parcs d'animaux domestiques, appelés aussi « fermes du monde », et les élevages animaliers insolites (de bisons, de cervidés, de ratites) accessibles à la visite.
Un parc animalier, ou jardin animalier, désigne aussi l'ensemble des enclos et des volières, voire des bassins et des aquariums, situés dans l'emprise d'un jardin public ou d'un jardin botanique où le public peut y observer des animaux vivants.
Dans ces jardins à thématique végétale, les espaces animaliers sont populaires auprès des enfants.

## Typologie des parcs animaliers

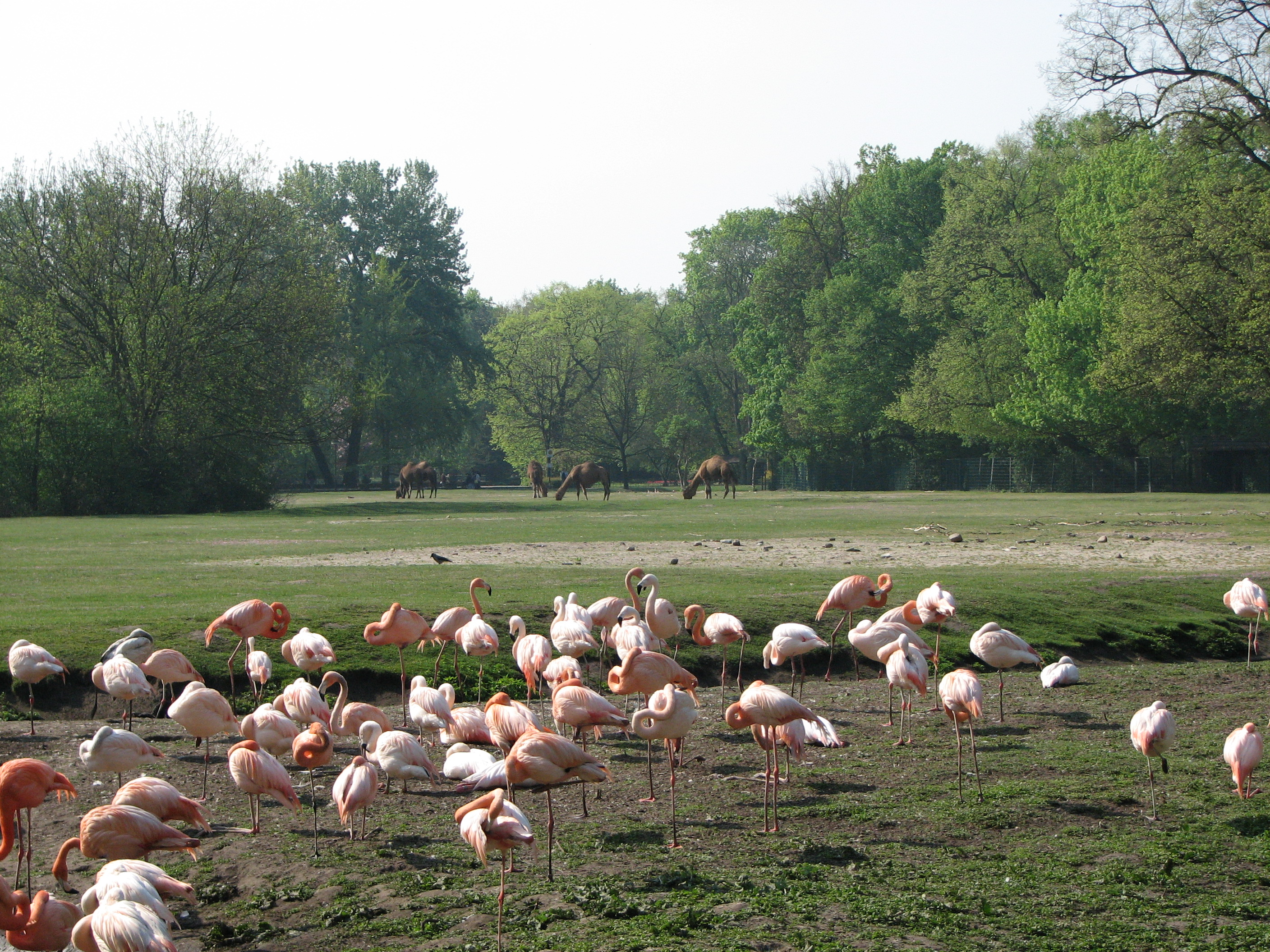
Flamants et dromadaires au Parc animalier de Berlin.

Les parcs animaliers peuvent être décrits selon différents types en considérant de nombreux éléments intéressant le tourisme lié aux animaux.
- Typologie par produit
- les jardins zoologiques
- les « réserves » animalières
  - les parcs safaris
  - les parcs de vision
- les établissements zoologiques spécialisés comme 
  - les parcs ornithologiques
  - les vivariums
  - les aquariums
  - les parcs de spectacles d'animaux
- les sites récréatifs
  - les parcs d'animaux et d'attractions
  - les parcs à thème animalier

- Typologie par le statut
- les parcs publics
- les parcs privés
  - à but commercial
  - sans but lucratif

- Typologie par la localisation
- les parcs situés en région urbaine
- les parcs situés en région rurale
- les parcs situés en région touristique

- Typologie par la tarification
- les parcs payants
- les parcs gratuits

- Typologie par la taille
- les grands parcs
- les parcs moyens
- les petits parcs

Le classement peut s'effectuer selon une méthode statistique en prenant en compte différents critères :
- la superficie,
- le nombre d'animaux et le nombre d'espèces,
- l'effectif du personnel,
- la fréquentation des visiteurs,
- le chiffre d'affaires (pour les parcs payants) ou le budget (pour les parcs gratuits).

## Biologie des parcs animaliers
En quelques décennies, les parcs animaliers ont évolué vers une gestion scientifique
.
La zoologie, l’éthologie, l’écologie mais aussi la psychologie animale moderne fournissent continuellement de nouvelles connaissances sur le comportement des animaux sauvages et les relations avec leur milieu.

### Les fondements théoriques
Depuis la fin de la Seconde Guerre mondiale, de premières tentatives furent faites pour intégrer les besoins comportementaux et environnementaux des animaux dans la conception des parcs animaliers.
Cette approche est fondée sur les idées du zoologiste suisse Heini Hediger depuis la parution de son livre « Wildtiere in Gefangenschaft - Ein Grundriss der Tiergartenbiologie » en 1942.
Dans cet ouvrage, Heini Hediger mettait en lumière qu'un parc animalier moderne représentait une institution qui était redevable, au travers de son développement, à la recherche scientifique, et par là insistait sur l'importance des parcs animaliers à être actifs dans tous les domaines de recherche potentielle. Il enregistrait aussi comment la biologie des parcs animaliers ouvrait un ensemble complexe d'études, allant de la zoologie à la psychologie humaine, et de l'écologie à la pathologie ; concluant comment les liens variés entre la biologie des parcs animaliers et la psychologie animale allaient être des champs d'investigation à venir. 
Heini Hediger développa la science des animaux sauvages élevés en captivité sous les soins de l'homme comme une nouvelle branche spécialisée de la biologie, appelée la biologie des parcs animaliers.
Elle concerne toute chose qui, dans les parcs animaliers, relève de la biologie.
La biologie des parcs animaliers traduit les idées et les perceptions d'autres sciences dans la pratique du management des parcs animaliers et donne un stimulus pour l'utilisation de la recherche en parcs animaliers dans d'autres sciences.
Le professeur Heini Hediger, fondateur de la biologie des parcs animaliers, demandait la mise en application de connaissances scientifiques dans les établissements détenant des animaux sauvages.
Dans ses ouvrages, il donnait des arguments convaincants et des exemples clairs pour une approche biologique, et particulièrement comportementale, de la conception des parcs animaliers et des soins aux animaux.
- Il expliquait les concepts de territoire et de rang social à l’intérieur des groupes d’animaux ainsi que le phénomène de distance de fuite.

- Il examinait l’importance du jeu pour les animaux et la valeur d’utiliser des matériaux naturels dans l'aménagement de leurs enclos et de les nourrir selon des régimes alimentaires naturels, comme de bons moyens pour éviter l’ennui qui engendre des comportements stéréotypés.

- Il montrait clairement que la qualité de l’espace, et non la quantité, était le facteur critique rencontré pour les besoins des animaux sauvages en captivité.

Son principal énoncé a été que les animaux dans les parcs animaliers ne doivent pas être considérés comme des « captifs », mais comme des « possesseurs de propriété », à savoir le territoire de leur enclos. Ils marquent et défendent ce territoire comme ils le feraient dans l'environnement naturel et si les enclos contiennent ces éléments qui sont importants pour eux aussi dans leur environnement naturel, ils n'ont ni besoin ni envie de quitter cette propriété, mais au contraire, restent à l'intérieur, quand bien même ils auraient la possibilité de s'échapper, ou reviennent dans ce « paradis de sécurité », si par accident ils étaient parvenus à en sortir.
En conséquence, il a souligné que la qualité des enclos (aménagement, « mobilier », structure) est tout autant, voire plus importante que la quantité (espace, dimensions) et a étayé cela par des observations dans le milieu naturel. Parmi beaucoup d'autres choses, il a précisé que les animaux dans l'habitat naturel n'ont pas besoin de grands espaces, quand tous leurs besoins peuvent être satisfaits au sein d’un territoire fermé, et que, en fait, les animaux ne se déplacent pas pour le plaisir mais pour satisfaire leurs besoins.
La biologie des parcs animaliers implique donc que la vie des animaux dans leur milieu naturel doit être étudiée afin de leur fournir des conditions appropriées d'élevage sous les soins de l'homme.
En matière d'élevage des animaux, le but de son concept — guidé par la maxime « changer les cages en territoires » — était de satisfaire les besoins biologiques et éthologiques des animaux exhibés.
En particulier, il proposait que les enclos soient aménagés à l’image des habitats ou des territoires naturels des animaux respectifs et qu’ils soient munis de tous les éléments importants dont les animaux ont besoin (par exemple, des troncs d’arbre, des branches pour grimper, des cordes pour se balancer, des planches pour se reposer, des niches pour se cacher, des caisses pour dormir, des boîtes pour faire un nid, des bassins, des aires pour des bains de sable, des bauges pour des bains de boue, des terriers, des possibilités de creuser, etc.).
Dans les années 1950, Heini Hediger a commencé à promouvoir le concept de dressage des animaux de parc animalier pour obtenir un comportement biologiquement approprié et pour donner de l'exercice physique et une occupation mentale aux animaux. 
En outre, il a fait observer que, dans certains cas, le dressage a amélioré la possibilité pour les soigneurs animaliers de donner les traitements médicaux nécessaires aux animaux. 
Il a également évoqué le dressage des animaux de parc animalier comme un « jeu discipliné ».
Citation :
« Les gens pensent que l’animal qui vit dans la nature jouit d’une liberté sans restrictions ni limites personnelles dans l’espace. Cet avis, partagé aujourd’hui encore par la majorité des individus, repose sur une erreur fondamentale. Il faut par conséquent revoir entièrement les arguments construits autour de cette idée reçue. Aussi paradoxal que cela puisse paraître, l’animal rencontré dans la nature ne vit pas librement : il ne jouit ni d’une liberté spatiale ni d’une liberté à l’égard des autres animaux. On a du mal à faire accepter cette affirmation, car elle va en l’encontre des conceptions traditionnelles. »
(Prof. H. Hediger, spécialiste en psychologie animale et fondateur de la biologie des parcs animaliers, 1942)

### Les concepts appliqués
Depuis les années 1970, l'étude du comportement des animaux joue un rôle accru dans la conception, la construction et l'aménagement des enclos, ainsi que dans les soins aux animaux. L'intégration des connaissances sur le comportement des espèces sauvages aboutit à l'application de nouveaux concepts dans la biologie des parcs animaliers.

#### Enrichissement du milieu

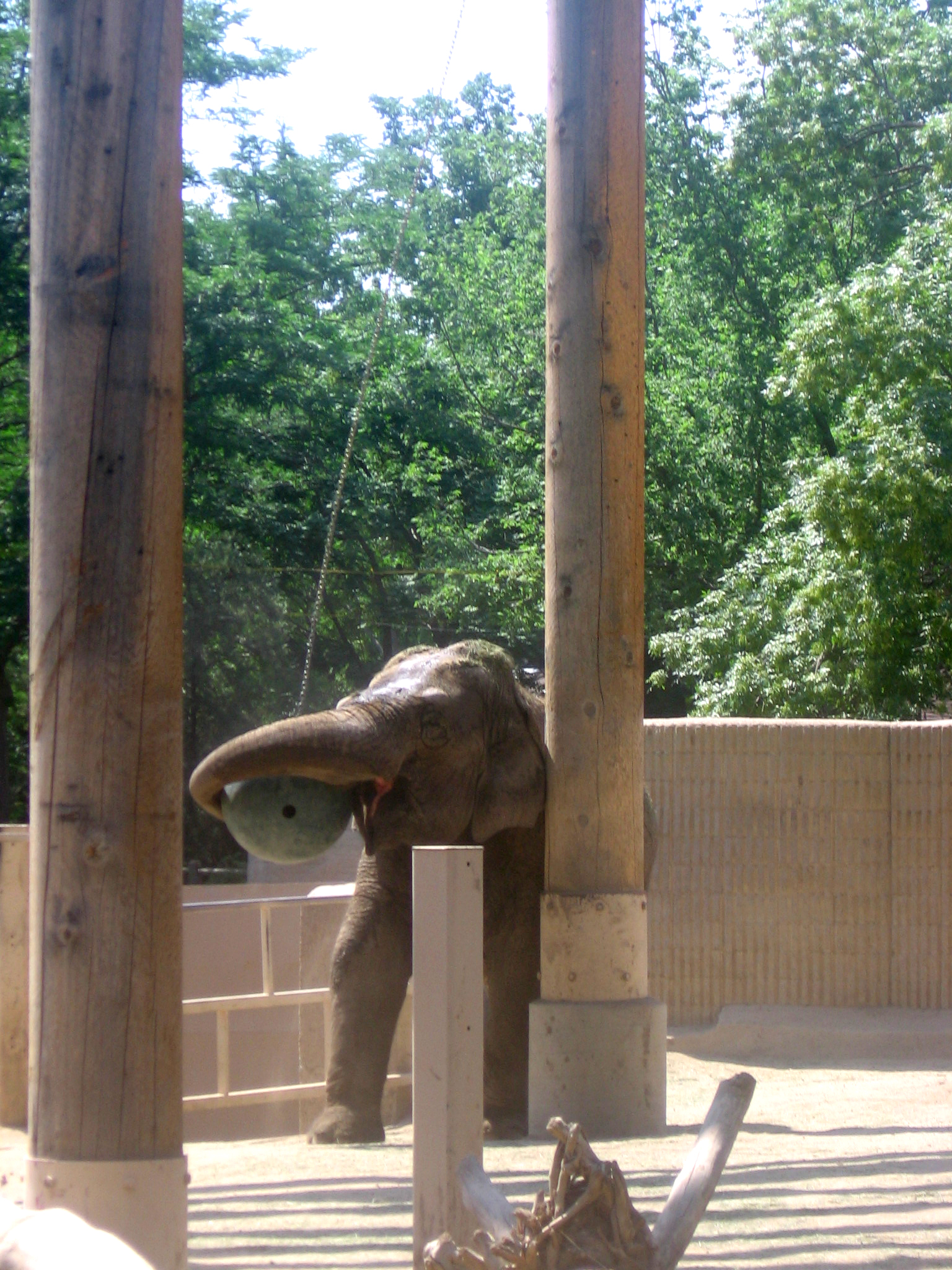
Un éléphant d'Asie du zoo de Denver manipule une balle suspendue conçue comme un enrichissement du milieu.

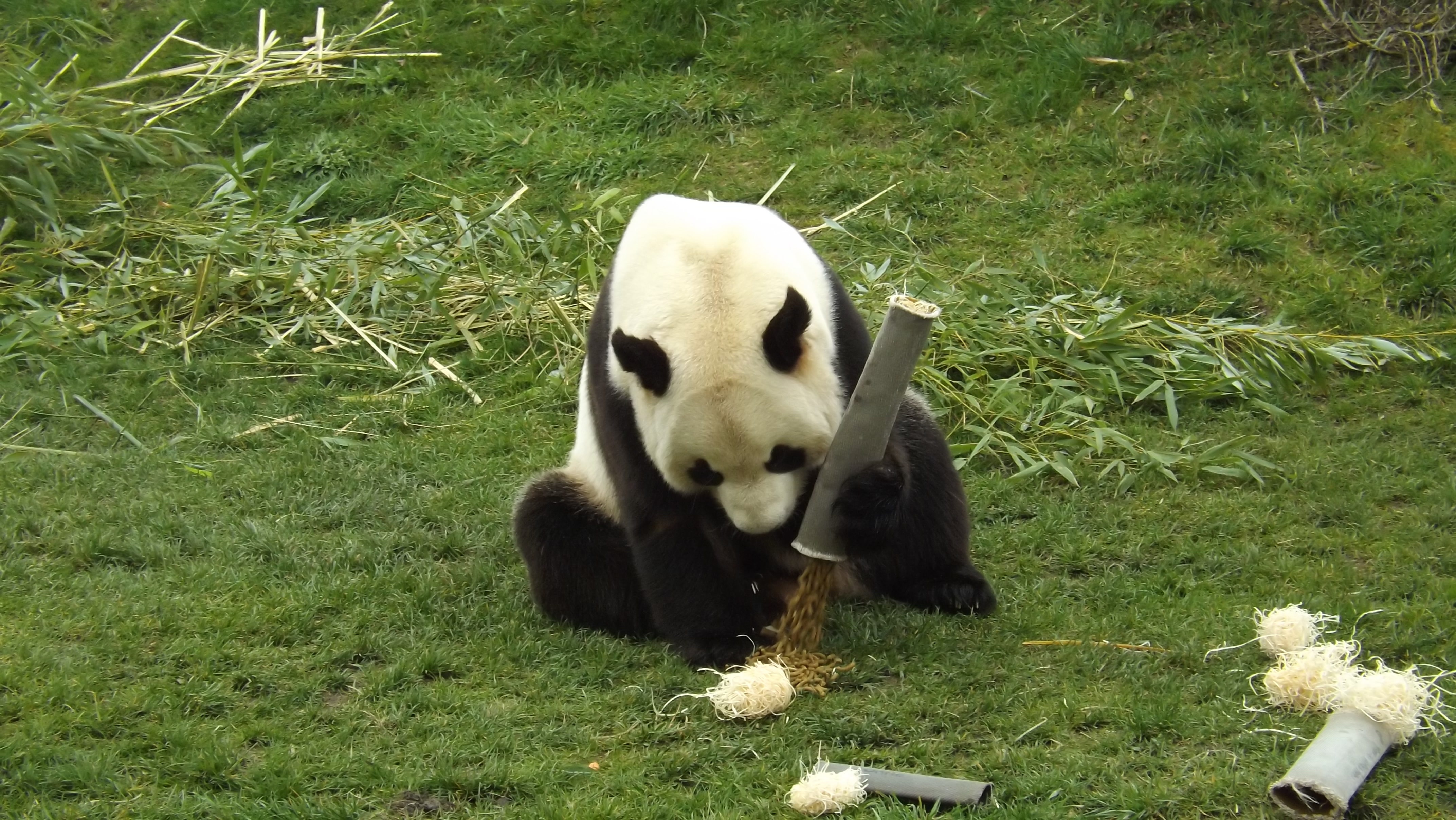
Un panda géant du ZooParc de Beauval cherche sa nourriture cachée dans des morceaux de tuyau.

Dans les parcs animaliers contemporains, la plupart des professionnels de formation scientifique (zoologistes, éthologues, vétérinaires) sont conscients que l'enrichissement du milieu, appelé aussi enrichissement comportemental, doit représenter une partie importante dans la pratique quotidienne des soins aux animaux. L'objectif de l'enrichissement du milieu est d'améliorer la qualité de vie d'un animal en lui fournissant des stimuli environnementaux, qui permettent d’augmenter son activité physique, de stimuler ses comportements naturels, et de prévenir ou en réduire ses comportements stéréotypés.
La plupart des stimuli peuvent être regroupés en six types d'enrichissement :
1. sensoriel ; cette catégorie stimule les sens des animaux (visuel, olfactif, auditif, tactile et gustatif).
2. alimentaire ; ce type concerne la manière dont les soigneurs animaliers font du temps de nourrissage un amusement et un challenge pour les animaux. Différentes méthodes de présentation des aliments encouragent les animaux à penser et à s'activer comme ils le feraient dans la nature pour chercher leur pitance.
3. manipulable ; il s'agit des objets ou des jouets que les animaux peuvent manipuler de quelque façon que ce soit, par le biais des mains, des pieds, de la queue, des cornes, de la tête, de la bouche, etc., simplement pour l'investigation ou le jeu exploratoire.
4. environnemental ; cette catégorie permet aux gardiens d'améliorer l'habitat des animaux en captivité avec des opportunités de changer ou d'accroître la complexité de leur environnement dans les parcs animaliers.
5. social ; ce groupe concerne les opportunités d'interagir avec d'autres animaux.
6. éducatif ; il s'agit de l'éducation des animaux basée sur un entraînement à renforcement positif.

Chaque nouveau stimulus qui évoque un intérêt pour l’animal peut être considéré comme enrichissant, incluant des objets naturels et artificiels, des odeurs, de nouveaux aliments et différentes méthodes de préparation de la nourriture (par exemple congelée dans de la glace).
Des puzzles qui requièrent à l’animal de résoudre des problèmes simples dans le but d’accéder à de la nourriture ou à d’autres récompenses sont considérés comme de l’enrichissement positif.
Accessoirement, des collecteurs et/ou des distributeurs d'aliments contribuent à l'enrichissement comportemental et procurent une occupation aux animaux. 
Des systèmes de présentation de nourriture extrêmement élaborés ont été développés, où divers dispositifs mécaniques programmés par ordinateur permettent aux animaux dans les enclos de rechercher ou de trouver leur repas de façon aléatoire comme dans leur environnement naturel.
Un stimulus peut être considéré comme enrichissant même si la réaction de l’animal à celui-ci est négative, telles que des odeurs déplaisantes, bien que les stimuli qui provoquent un stress extrême ou une peur doivent être évités, aussi bien que les stimuli qui peuvent être dangereux pour l’animal.
L’environnement d’un animal peut être aussi enrichi par la présence d’autres animaux de la même ou d’une différente espèce.
L'enrichissement peut être aussi sonore ce qui peut inclure des cris d'animaux, des bruits de la nature ou de la musique.
De nombreuses personnes dans les parcs animaliers estiment aussi qu'un programme de modification du comportement (dressage animalier) peut être aussi enrichissant pour un animal captif.
Ainsi l'usage de l'éducation comportementale, comme tout autre méthode d'enrichissement comportemental, a souvent contribué au bien-être des animaux aussi bien que permis d'améliorer de façon importante la faculté de soigner les animaux tout en réduisant le stress des animaux et en augmentant la sécurité, à la fois pour les gardiens et pour les animaux, durant les procédures de soins.
Les enclos dans les parcs animaliers modernes sont parfois conçus avec l’idée d’enrichissement du milieu. Certains complexes d’exhibition, notamment dans les parcs américains, permettent une rotation des différentes espèces présentées au travers de plusieurs enclos, fournissant aux animaux un milieu plus étendu avec des habitats plus variés et les exposant, chacun, aux odeurs des autres.
Le premier complexe de ce type, appelé Islands en référence à la faune des îles d’Asie du Sud-Est, a été inauguré en 1996 au zoo de Louisville et permet la rotation des espèces résidentes (orangs-outans, siamangs, tigres de Sumatra, tapirs) explorant les mêmes espaces d’habitat comme elles le feraient dans la nature.  
Un autre exemple est l'installation Predator Ridge, ouverte en 2005 pour représenter la savane africaine au zoo de Denver, qui permet à différents prédateurs africains (lions, hyènes et lycaons) de permuter entre plusieurs enclos.

#### Dressage animalier
Les animaux présentés au public dans les parcs animaliers sont parfois dressés à réaliser des exercices comportementaux à des fins d'éducation, de divertissement, de gestion et d'élevage.
Le dressage pour l'éducation peut inclure des exercices reproduisant des comportements typiques des espèces sous le contrôle de stimulus tels que des vocalisations, des signaux sonores (par sifflet à ultrasons, cliquet), des gestes et des signes visuels.
Le dressage pour le divertissement peut inclure la démonstration de comportements naturels de l'animal, ou simplement de comportements arbitraires, dans le cadre de spectacles présentés au public.
Cependant, les parcs animaliers tendent à limiter les spectacles proches du cirque. Pendant les animations dédiées au divertissement, les dresseurs essayent, de plus en plus, de mettre l'animal en valeur auprès des visiteurs en privilégiant le comportement naturel des animaux sauvages.
Le dressage pour la gestion des collections comprend l'apprentissage conditionné des animaux à exécuter des mouvements, tels que de suivre le dresseur, d'entrer dans des caisses ou sabots de transport, ou à réaliser des déplacements entre des barrières à l'intérieur de couloirs de circulation ou de contention afin de faciliter les transferts d'enclos à enclos, ou de bassin à bassin.
Le dressage pour l'élevage comprend l'apprentissage des comportements qui facilitent les soins aux animaux, effectués par les soigneurs animaliers et les vétérinaires, et peut inclure la désensibilisation à divers examens médicaux, à des procédures de soins (comme le nettoyage, le parage des pieds comprenant la coupe des ongles, des griffes ou le rognage des sabots, ou tout simplement de s'engager sur une balance volontairement), ou à la collecte d'échantillons (par exemple pour des biopsies, du sang, de l'urine).
En particulier, le medical training ou dressage vétérinaire est une technique qui consiste à habituer les animaux à se faire manipuler, pour faciliter ultérieurement les soins vétérinaires.
Cet entraînement à renforcement positif permet de ne pas avoir recours aux procédés de contention ou aux techniques d'anesthésie lors des interventions courantes des vétérinaires auprès des animaux.
Un tel dressage volontaire est important pour réduire la fréquence avec laquelle les animaux de parc animalier doivent être anesthésiés ou physiquement contraints par la force.

#### Immersion dans le paysage

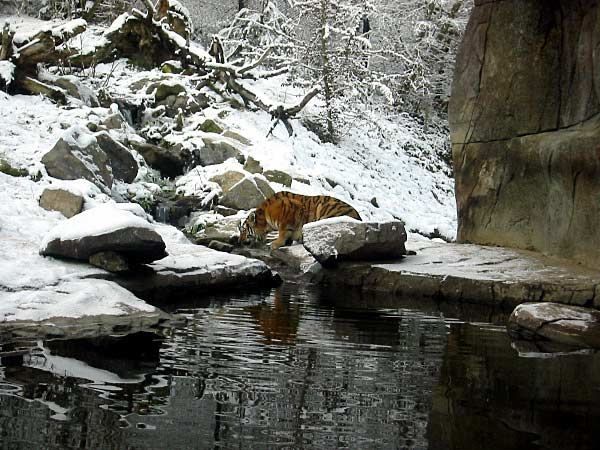
Tigre de Sibérie (Panthera tigris altaica) dans un enclos d'immersion dans le paysage au Zoo de Zurich, en Suisse.

Le terme d'immersion dans le paysage (ang. landscape immersion) a été imaginé en 1975 par Grant Jones architecte de Seattle, lors de la conception par sa firme Jones & Jones du projet de rénovation totale du zoo de sa ville.
Dans le cadre de cette rénovation du Woodland Park Zoo qui s'est déroulée pendant plusieurs années, le premier enclos d'immersion dans le paysage (un complexe pour gorilles) a été inauguré en 1978.
L'idée ou la philosophie d'immersion dans le paysage tente de répondre aux besoins environnementaux des animaux sauvages en captivité par une imitation réaliste et naturaliste des écosystèmes existants dans la nature.
Le concept d'immersion dans le paysage consiste à concevoir des enclos sur le modèle des habitats naturels pour le bénéfice à la fois des animaux résidents et des visiteurs.
Les bâtiments et les barrières sont cachés à la vue des visiteurs qui ont l'impression d'être immergés dans le paysage habité par les animaux. 
En recréant des vues et des sons de l'environnement naturel, l'immersion dans le paysage donne au public des indications sur le mode de vie des animaux à l'état sauvage.
Des territoires suffisamment vastes permettent ainsi aux animaux sociaux de conserver leur mode de vie en groupe.
L'originalité architecturale repose sur l'alchimie entre le monde animal et le monde végétal et sur le concept de biotopes qui consiste à intégrer au sein de leur paysage naturel les différentes espèces animales.
La végétation joue un rôle dominant dans cet environnement où s'intègrent les animaux qui ne sont pas de purs objets d'exposition. 
Selon la diversité des aménagements, les animaux ont des endroits pour se cacher, un environnement complexe à explorer, un territoire à défendre contre les intrus et une végétation naturelle pour interagir avec ; les animaux arboricoles ont notamment à leur disposition des arbres pour grimper.